# Klávesa Esc

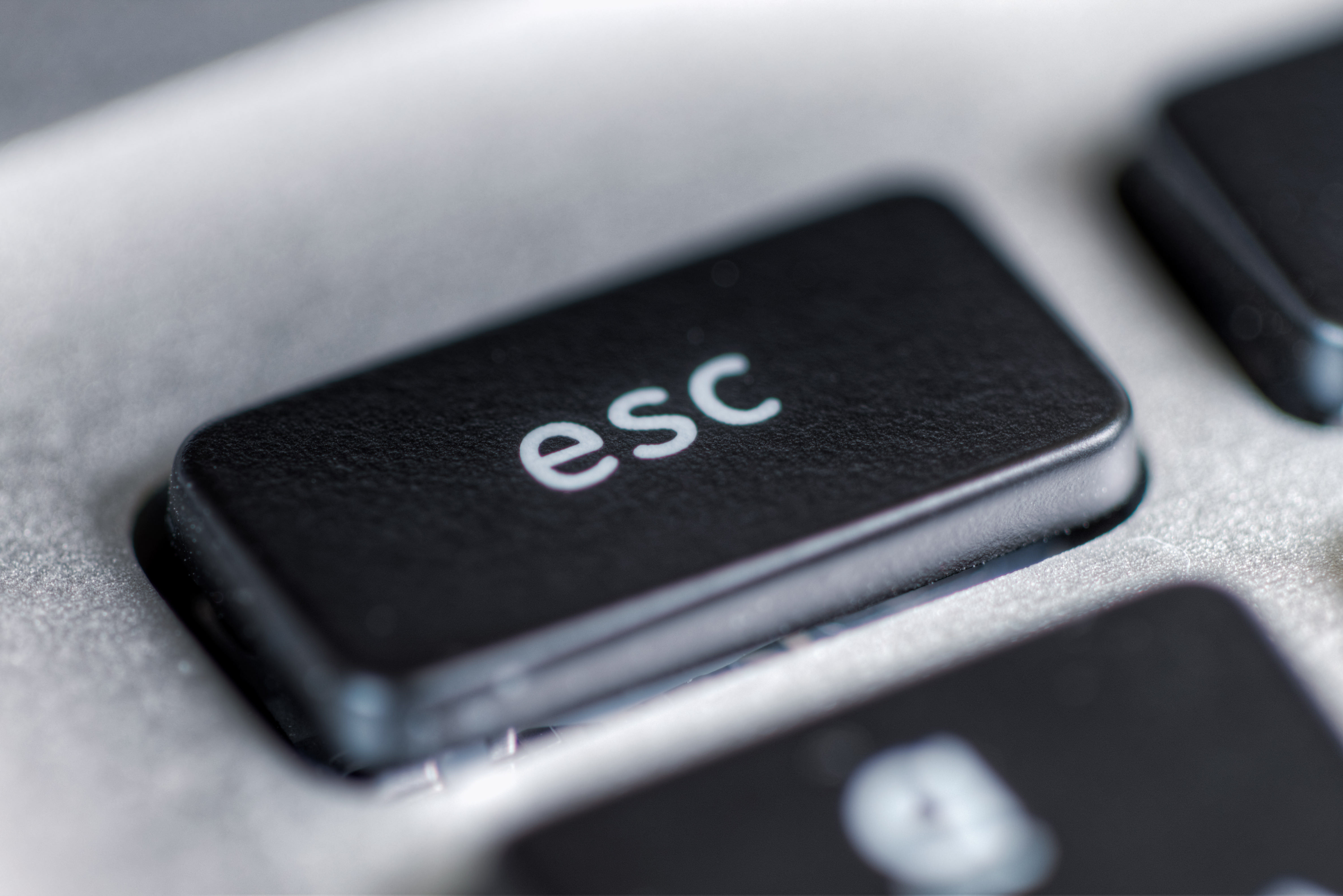
Klávesa Escape na notebooku MacBook Pro.

Esc je klávesa nacházející se v levém horním rohu běžné počítačové klávesnice, je většinou označena nápisem Esc nebo Escape, což v češtině znamená únik. K tomuto účelu také slouží. Stisk klávesy vyvolá takzvaný ASCII Escape character, který vyvolá únikovou nebo spíše ukončující sekvenci. Ve většině aplikací po stisku dojde k jejich zastavení či ukončení běhu.
V dnešní době lze tuto klávesu dobře uplatnit například v internetovém prohlížeči jako jsou Google Chrome, Mozilla Firefox či Windows Internet Explorer, kde zastaví aktuální načítání stránky neboli Stop.
V tabulce Unicode je klávesa Esc znázorněna jako ⎋ a její kód je U+238B.